# Teoria bisexual
La teoria bisexual és un camp de la teoria crítica, inspirada en la teoria queer i les polítiques bisexuals, que posa en primer pla la bisexualitat tant com a enfocament teòric i com a lent epistemològica. La teoria bisexual va sorgir de manera més destacada a la dècada del 1990, en resposta al creixent camp de la teoria queer, i els estudis queer de manera més àmplia, emprant freqüentment enfocaments postestructuralistes similars, però reparant la tendència de la teoria queer cap a l'esborrament bisexual.
En la seva crítica a l'elisió freqüent de la bisexualitat en la teoria queer, Serena Anderlini-D'Onofrio i Jonathan Alexander escriuen, «una teoria queer que ignora la consulta de sexualitats normatives de la bisexualitat està massa dominada pels binaris normatius i normalitzadors que busca inquietar».
Els estudiosos que s'han discutit en relació amb la teoria bisexual inclouen Ibrahim Abdurrahman Farajajé, Steven Angelides, Elisabeth Däumer, Jo Eadie, Shiri Eisner, Marjorie Garber, Donald E. Hall, Clare Hemmings, Michael du Plessis, Maria Pramaggiore, Merl Storr, i Kenji Yoshino.

## Història
La teoria bisexual va sorgir a la dècada del 1990, inspirada i responent a l'aparició de la teoria queer. L'article d'Elisabeth Däumer de 1992, «Queer Ethics; o, The Challenge of Bisexuality to Lesbian Ethics» (Ètica Queer; o, El repte de la bisexualitat a l'ètica lesbiana), va ser la primera gran publicació a teoritzar la bisexualitat en relació amb la teoria queer i feminista.
El 1993, a la 11a Conferència Nacional Bisexual al Regne Unit, un grup d'estudiosos bisexuals va formar Bi Academic Intervention. El mateix grup va publicar un volum de teoria bisexual el 1997, titulat The Bisexual Imaginary: Representation, Identity and Desire (L'imaginari bisexual: representació, identitat i desig). L'any 1995, Marjorie Garber va publicar Viceversa: Bisexuality and the Eroticism of Everyday Life (Viceversa: la bisexualitat i l'erotisme de la vida quotidiana), una monografia que pretenia revelar un «bi-eròtic» observable en llocs culturals dispars, que, tanmateix, atrauen crítiques pel seu ahistoricisme. El 1996, Maria Pramaggiore i Donald E. Hall van editar la col·lecció RePresenting Bisexualities: Subjects and Cultures of Fluid Desire (RePresentant les bisexualitats: subjectes i cultures del desig fluid), que va convertir una lent teòrica bisexual cap a les qüestions de representació. També van aparèixer capítols de la teoria bisexual a Activating Theory: Lesbian, Gay Bisexual Politics (Teoria activadora: polítiques lesbianes, gais i bisexuals, 1993) i Queer Studies: A Lesbian, Gay, Bisexual, and Transgender Anthology (Estudis queer: una antologia de lesbianes, gais, bisexuals i transgènere, 1996).
El Journal of Bisexuality va ser publicat per primera vegada l'any 2000 per Taylor & Francis Group sota el segell Routledge, i els seus editors en cap han inclòs Fritz Klein, Jonathan Alexander, Brian Zamboni, James D. Weinrich i M. Paz Galupo. .
L'any 2000, l'estudiós de dret Kenji Yoshino va publicar l'influent article «The Epistemic Contract of Bisexual Erasure» (El contracte epistèmic de l'esborrament bisexual), que argumenta que «Els heterosexuals i els gais tenen una inversió en l'estabilització de les categories d'orientació sexual. L'aspecte compartit d'aquesta inversió és la seguretat que tots els individus treuen d'ordenaments socials rígids». L'any 2001, Steven Angelides va publicar A History of Bisexuality (Una història de la bisexualitat), on argumenta que la bisexualitat ha funcionat històricament com una altra estructura de la identitat sexual mateixa. El 2002, Clare Hemmings va publicar Bisexual Spaces: A Geography of Sexuality and Gender (Espais bisexuals: una geografia de la sexualitat i el gènere) en què explora les funcions de la bisexualitat en espais geogràfics, polítics, teòrics i culturals.
El 2004, Jonathan Alexander i Karen Yescavage van coeditar Bisexuality and Transgenderism: InterSEXions of the Others (Bisexualitat i transgènere: InterSEXions dels Altres), que considera les interseccions de les identitats bisexuals i transgènere.
Bi: Notes for a Bisexual Revolution (Bi: Notes per a una revolució bisexual) de Shiri Eisner es va publicar el 2013. Aquest manifest radical combina l'activisme feminista, transgènere, queer i bisexual amb el treball teòric per establir un pla per a la «revolució bisexual».

## Epistemologies
Una de les maneres en què els teòrics bisexuals han desplegat de manera crítica la bisexualitat ha estat la formulació d'epistemologies bisexuals que es pregunten com la bisexualitat genera o se li dona sentit.
Elisabeth Däumer suggereix que la bisexualitat pot ser «un punt de vista tant epistemològic com ètic des del qual podem examinar i deconstruir el marc bipolar de gènere i sexualitat».

Autors com Maria Pramaggiore i Jo Eadie van tornar a proposar la idea que les persones bisexuals estaven «indecisos» per teorizar una «epistemologia indecisa»:
| « | Un lloc d'intermedi i indecisió. Sovint col·locades de manera precària al damunt d'una estructura que divideix i demarca, les epistemologies bisexuals tenen la capacitat de replantejar règims i regions del desig desestructurant i/o replantejant de maneres poroses i no exclusives... Epistemologies bisexuals: maneres d'aprendre, organitzar i intervenir en el món que rebutgen correspondències individuals entre actes sexuals i identitat, entre objectes eròtics i sexualitats, entre identificació i desig; reconèixer els desitjos fluids i la seva contínua construcció i deconstrucció del subjecte desitjant.. | » |

Clare Hemmings descriu tres formes que han tendit a adoptar els enfocaments epistemològics bisexuals:
| « | El primer situa la bisexualitat fora de les categories convencionals de sexualitat i gènere; el segon el situa de manera crítica dins d'aquestes mateixes categories; i el tercer se centra en la importància de la bisexualitat en la formació discursiva d'«altres» identitats. | » |

## Crítiques
En el seu article de 1996, Jonathan Dollimore observa una tendència que anomena «teoria dels desitjos» en el treball teòric bisexual. Dollimore critica la fabricació de la teoria bisexual de narracions teòriques eclèctiques amb poca atenció a com es relacionen amb la realitat social, i la seva assumpció d'una posició subversiva que resisteix a considerar com la mateixa identitat bisexual podria ser subvertida. Dollimore sosté que la teoria bisexual està «passant, si no tancada, com a teoria postmoderna, configurant-se amb seguretat com una doxa suau».
En el seu article de 1999, Merl Storr suggereix que la identitat, la comunitat, l'organització i les polítiques bisexuals contemporànies estan arrelades en la postmodernitat primerenca. En identificar aquesta relació, Storr observa els temes postmoderns d'indeterminació, inestabilitat, fragmentació i flux que caracteritzen la teoria bisexual i analitza com aquests conceptes es poden reflectir de manera crítica.
Un dels problemes que Clare Hemmings identifica amb els enfocaments epistemològics bisexuals és que la bisexualitat es metaforitza fins al punt que és irreconeixible per a les persones bisexuals, una crítica que també s'ha fet en els estudis transgènere a l'al·legorització de les realitats transfemenines.